# 于尔根·库尔布容
于尔根·库尔布容（德語：Jürgen Kurbjuhn，1940年7月26日—2014年3月15日），德国男子足球运动员，场上位置是后卫。他曾代表西德国家队参加1962年国际足联世界杯，结果队伍止步八强。